# 4 juni
4 juni is de 155ste dag van het jaar (156ste dag in een schrikkeljaar) in de gregoriaanse kalender. Hierna volgen nog 210 dagen tot het einde van het jaar.

## Gebeurtenissen
- Algemeen
  - 1629 - Het VOC-schip De Batavia slaat lek op een rif van de Wallabi-groep voor de Australische westkust.
  - 1856 - In Nederland vindt de laatste meervoudige executie plaats in vredestijd als Adriaan de Klerk en Cornelis de Jong worden opgehangen.
  - 1881 - De Brabantse Lijn, de spoorlijn die Tilburg met Nijmegen verbindt, wordt geopend.
  - 2022 - Het dode lichaam van de 9-jarige vermiste Gino van der Straeten is aangetroffen in Geleen. Er is een 22-jarige verdachte aangehouden.
- Media
  - 1917 - De eerste Pulitzerprijs wordt uitgereikt.
  - 2015 - NRC Handelsblad-redacteur Tom-Jan Meeus wint de Anne Vondelingprijs 2014 voor politieke verslaggeving.
- Oorlog
  - 1796 - Slag bij Altenkirchen
  - 1918 - Het Ottomaanse Rijk tekent bilaterale verdragen in Batoemi met Armenië, Azerbeidzjan en Georgië en weet daarmee extra Kaukasisch territorium te verwerven ten opzichte van de Vrede van Brest-Litovsk.
  - 1940 - Tweede Wereldoorlog: de Duinkerke evacuatie komt tot een einde: Britse troepen evacueren 338.000 troepen uit Duinkerken in Frankrijk. Om het moreel van het land te werven, levert Winston Churchill, alleen aan het House of Commons, zijn beroemde "We shall fight on the beaches" toespraak.
  - 1941 - De voormalige Nederlandse mijnenlegger Van Meerlant gaat in Britse dienst verloren door een mijnexplosie, 42 Britse opvarenden komen om het leven.
  - 1982 - Argentinië en Groot-Brittannië sluiten een bestand na de Falklandoorlog.
  - 1994 - De Angolese regering biedt de rebellen van Jonas Savimbi's UNITA een deel van het regionaal bestuur aan, maar voegt daaraan toe dat dit "het laatste en maximale aanbod" is in de vredesonderhandelingen over een oplossing voor de burgeroorlog in het Afrikaanse land.
  - 1995 - Bosnische Kroaten, gesteund door Kroatische legereenheden, hebben volgens Servische militaire bronnen de vitale aanvoerroute naar Knin, 'hoofdstad' van de Servische enclave Krajina, met artillerie onder vuur genomen.
- Politiek
  - 1952 - Juan Perón wordt voor de tweede keer president van Argentinië.
  - 1970 - Tonga wordt onafhankelijk.
  - 1989 - De protesten op het Plein der Hemelse Vrede (Tiananmenplein) in Peking, China worden met harde hand onderdrukt.
  - 1989 - De eerste vrije verkiezingen in een land achter het IJzeren Gordijn sinds de Tweede Wereldoorlog worden gehouden in Polen en gewonnen door Solidarność.
  - 2009 - In Nederland vinden verkiezingen plaats voor het Europees Parlement.
  - 2015 - Een explosie in een benzinestation en de watersnood in de Ghanese hoofdstad Accra hebben aan ongeveer 150 mensen het leven gekost, aldus president John Dramani Mahama van het West-Afrikaanse land.
- Recreatie
  - 2005 - Het compleet verbouwde Nederlands Spoorwegmuseum heropent zijn deuren.
- Religie
  - 1724 - Kroning van Paus Benedictus XIII in Rome.
  - 1769 - Kroning van Paus Clemens XIV in Rome.
  - 1819 - Paus Pius VII stelt één nieuwe kardinaal aan.
  - 1923 - Moord op de Spaanse kardinaal Juan Soldevilla y Romero, aartsbisschop van Zaragoza.
  - 1964 - Benoeming van de Nederlander Johannes Willebrands, secretaris van het Secretariaat voor de Eenheid onder de Christenen, tot titulair bisschop van Mauriana.
  - 1967 - Bisschopswijding van Jean Hengen, bisschop-coadjutor van Luxemburg.
  - 1995 - Stortregens hinderen het bezoek van paus Johannes Paulus II aan de Koekelberg in België.
  - 2006 - Overbrenging van de reliekschrijn met het stoffelijk overschot van de monnik en mysticus Thomas a Kempis (ca. 1380-1471) van de buiten gebruik gestelde Michaelkerk naar de Basiliek van Onze-Lieve-Vrouw-ten-Hemelopneming in Zwolle.
- Sport
  - 1982 - Met een worp van 83,98 meter verbetert Sovjet-atleet Sergej Litvinov het wereldrecord kogelslingeren waarmee zijn collega Joeri Sedych (81,80 meter) twee jaar eerder de olympische titel heeft opgeëist.
  - 1990 - Honkballer Rikkert Faneyte wordt als amateur gedraft door de San Francisco Giants.
  - 1995 - Tony Rominger wint de Ronde van Italië. De houder van het werelduurrecord loodst de roze leiderstrui na 3806 kilometer zonder noemenswaardige problemen over de eindstreep in Milaan, waar de Italiaan Giovanni Lombardi de slotrit op zijn naam schrijft.
  - 1995 - De TT-motorraces op het eiland Man eisen hun 164ste slachtoffer. De Brit Paul Fargher overlijdt op weg naar het ziekenhuis nadat hij met zijn motor tegen een muur is gebotst.
  - 2000 - In het Wagener-stadion in Amstelveen wint de Nederlandse mannenhockeyploeg voor de vijfde keer de Champions Trophy.
  - 2006 - Nederland wint voor het eerst het Europees kampioenschap voetbal onder 21
  - 2017 - De World Cup of Darts 2017 wordt gewonnen door Nederland. Raymond van Barneveld en Michael van Gerwen bezorgen hun land de Wereldtitel voor de tweede keer bij darts voor landenteams.
  - 2023 - Royal Antwerp FC is voor het eerst in 66 jaar Belgische kampioen in de hoogste voetbalklasse.[1]
- Wetenschap en technologie
  - 1783 - De gebroeders Montgolfier geven in Annonay de eerste openbare demonstratie van de heteluchtballon.[2]
  - 1887 - In Parijs wordt het Institute Pasteur opgericht.
  - 1937 - Introductie van de winkelwagen door supermarkteigenaar Sylvan Goldman.
  - 1996 - Door een softwarefout mislukt de eerste lancering van de nieuwe Europese Ariane 5-raket.
  - 2010 - Lancering van een Falcon 9 raket van SpaceX met een prototype van het Dragon ruimtevaartuig. De combinatie bereikt een baan om de Aarde wat de eerste keer is dat een privaat ruimtevaartbedrijf dit presteert.[3]
  - 2022 - Lancering van missie NS-21 met de New Shepard raket van Blue Origin voor een suborbitale vlucht met aan boord 6 ruimtetoeristen.[4]
  - 2023 - Lancering van een Falcon 9 raket van SpaceX vanaf Kennedy Space Center Lanceercomplex 40 voor de Starlink group 6-4 missie met 22 Starlink satellieten.[5]

## Geboren

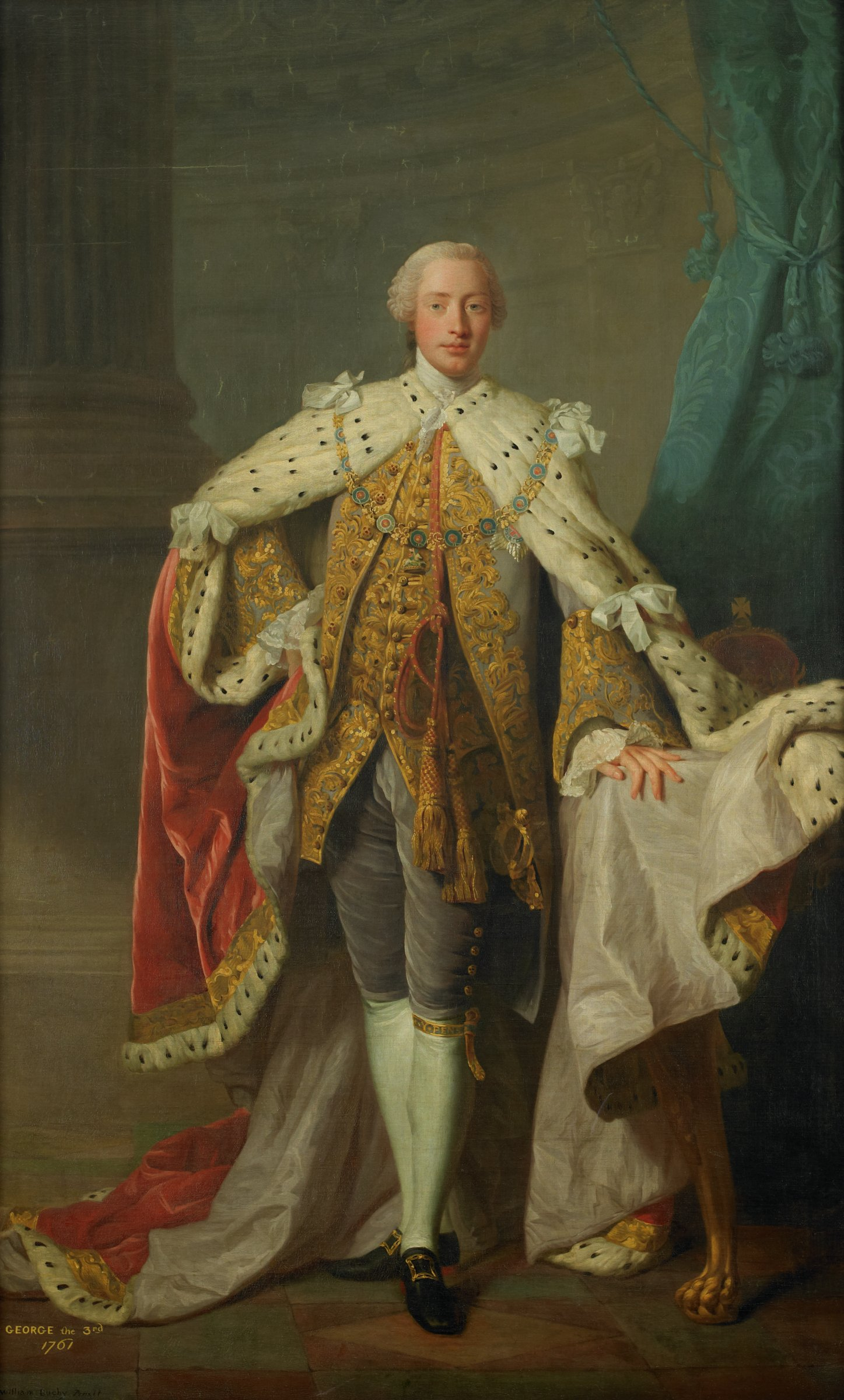
George III van het Verenigd Koninkrijk
geboren in 1738

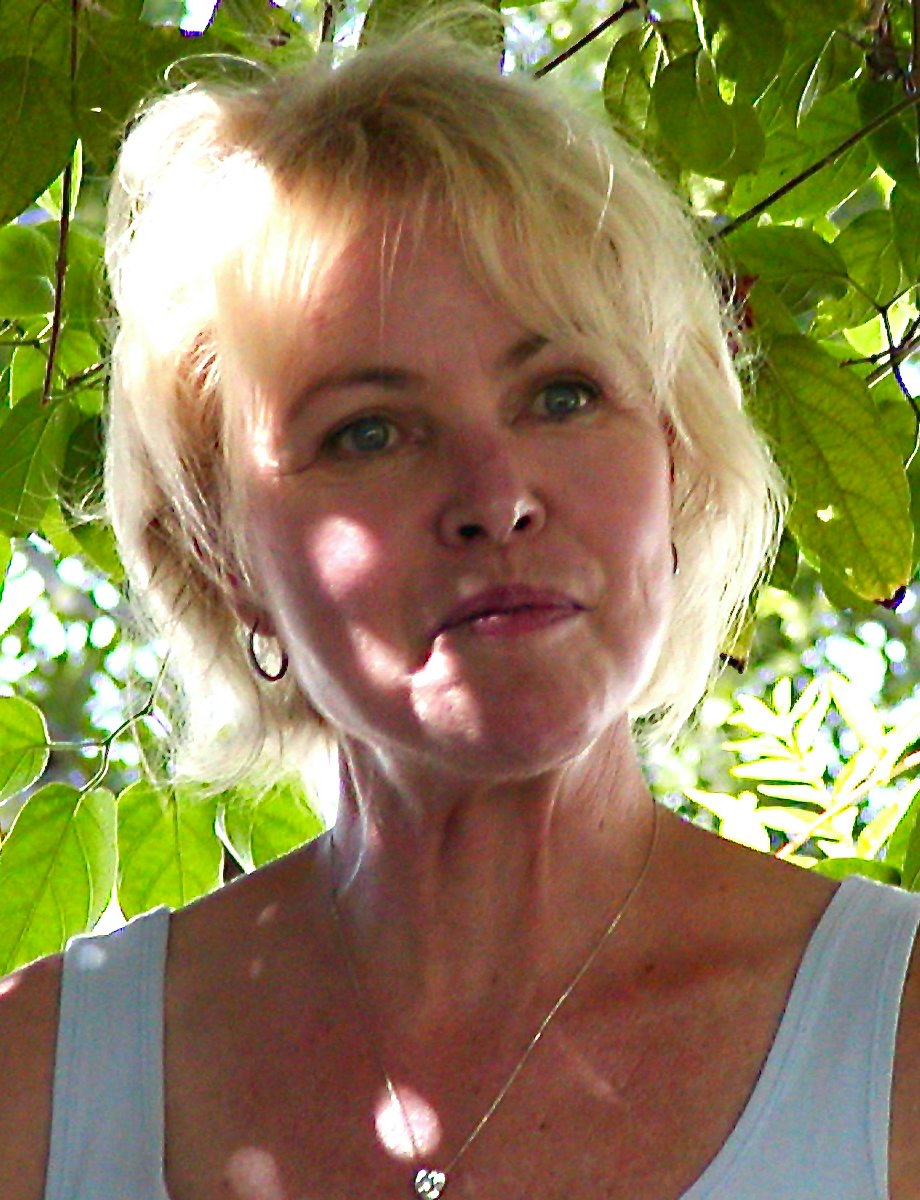
Michelle Phillips
geboren in 1944

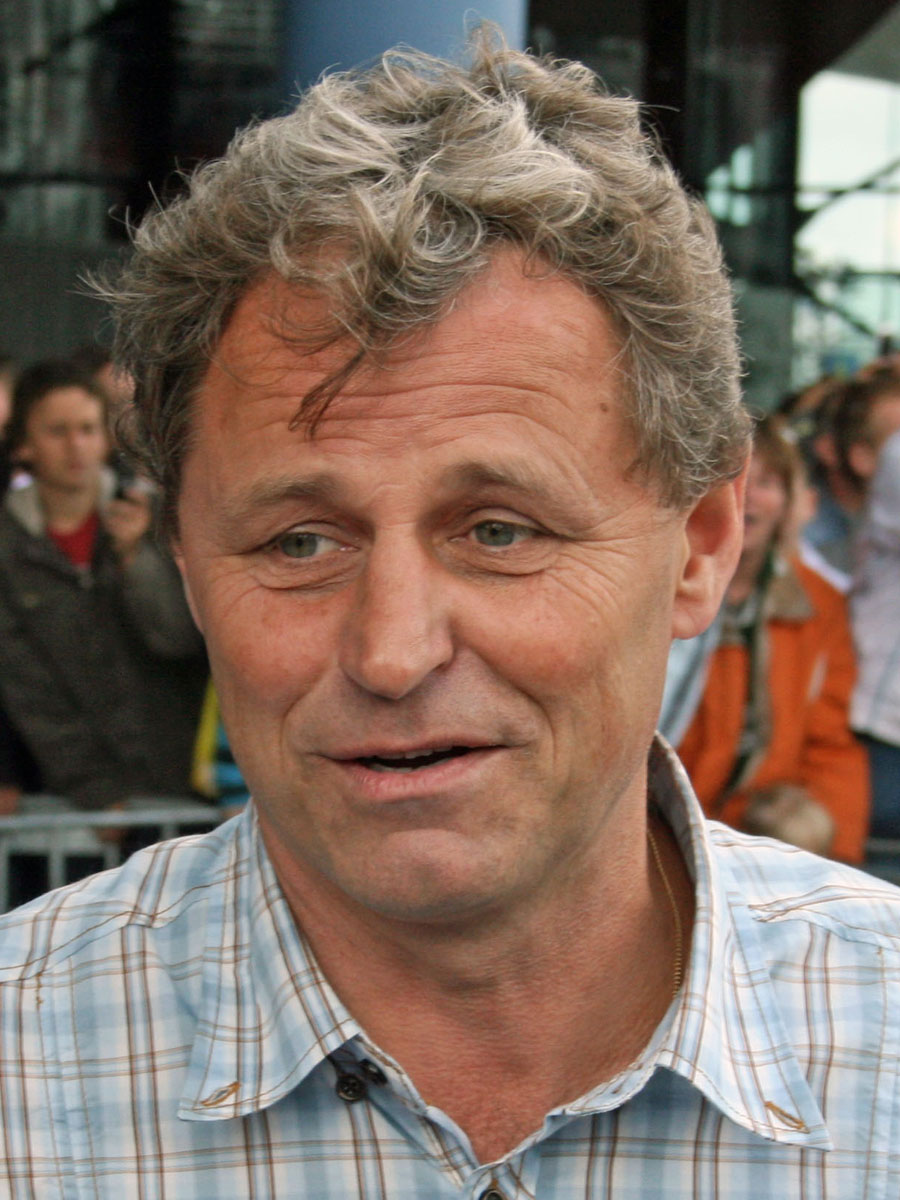
Peter Houtman
geboren in 1957

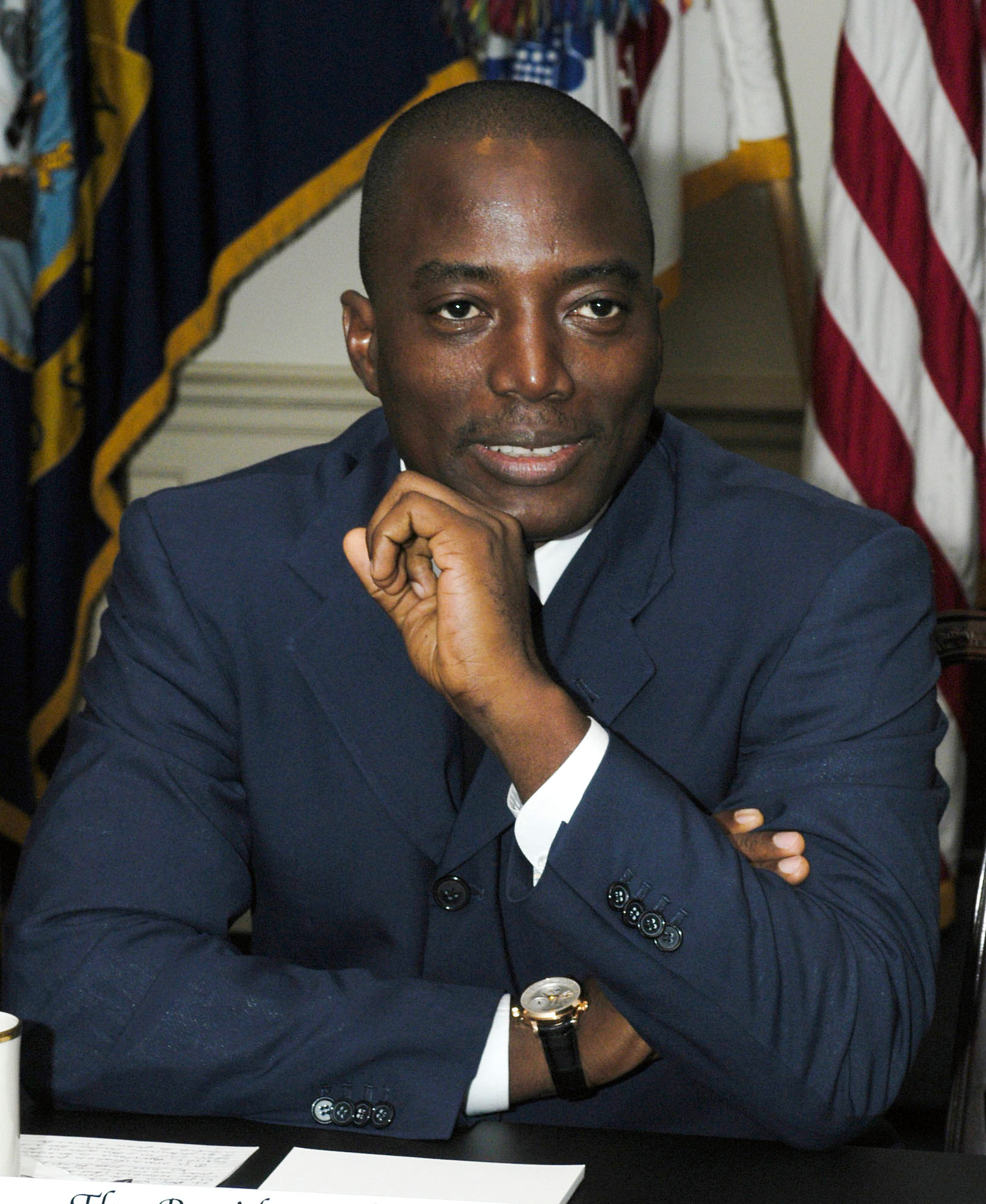
Joseph Kabila
geboren 4 juni 1971

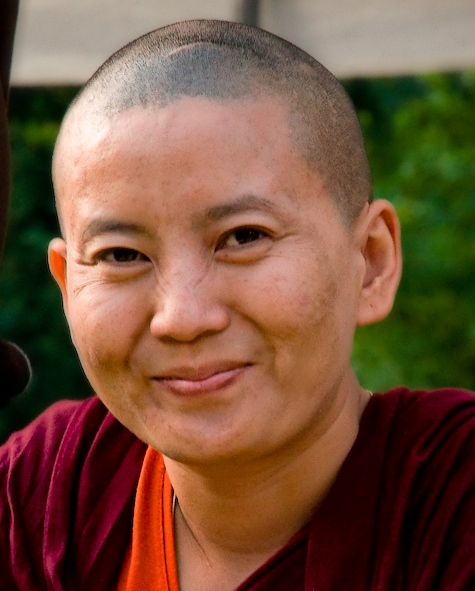
Choying Drolma
geboren 4 juni 1971

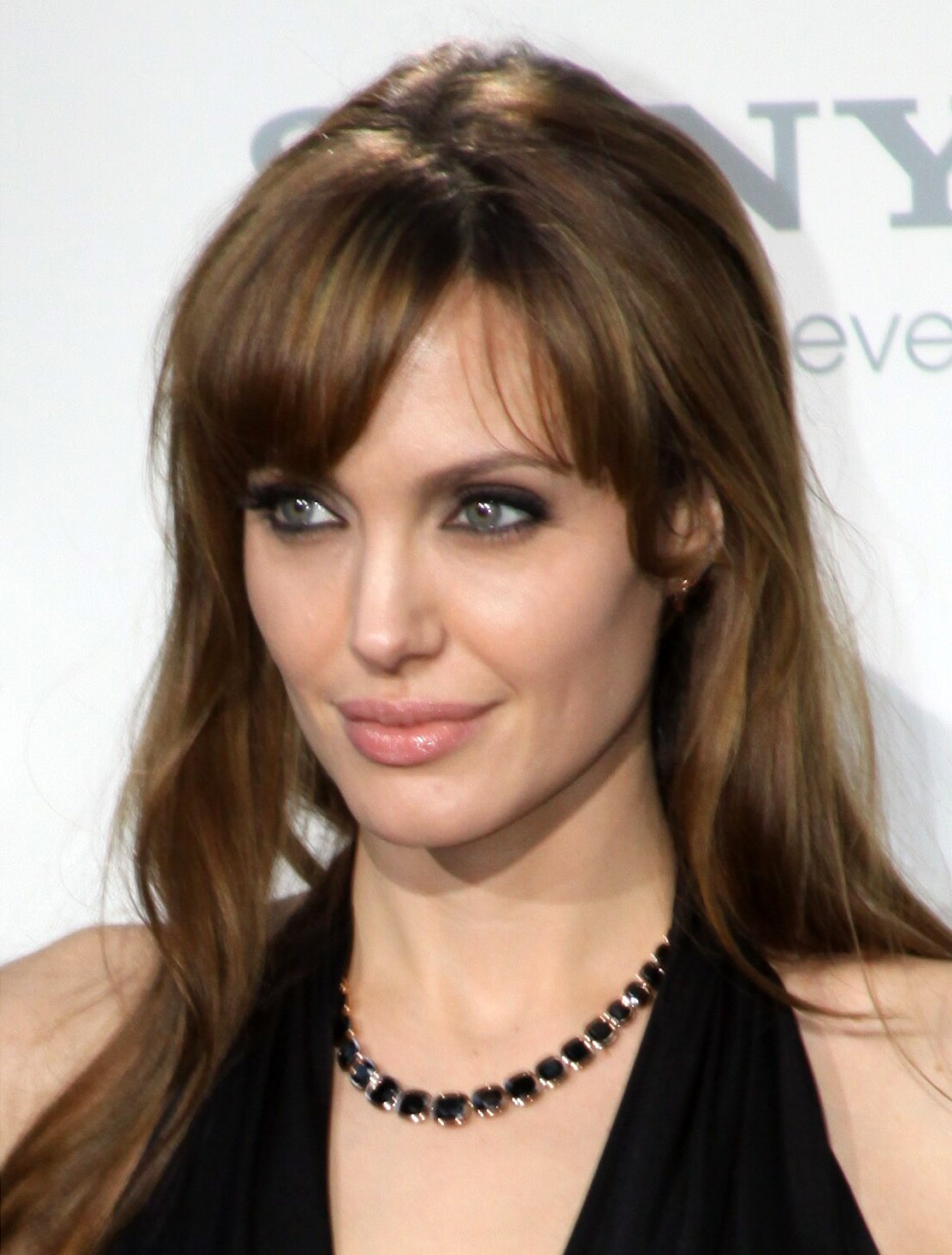
Angelina Jolie
geboren in 1975

Anna-Lena Grönefeld
geboren in 1985

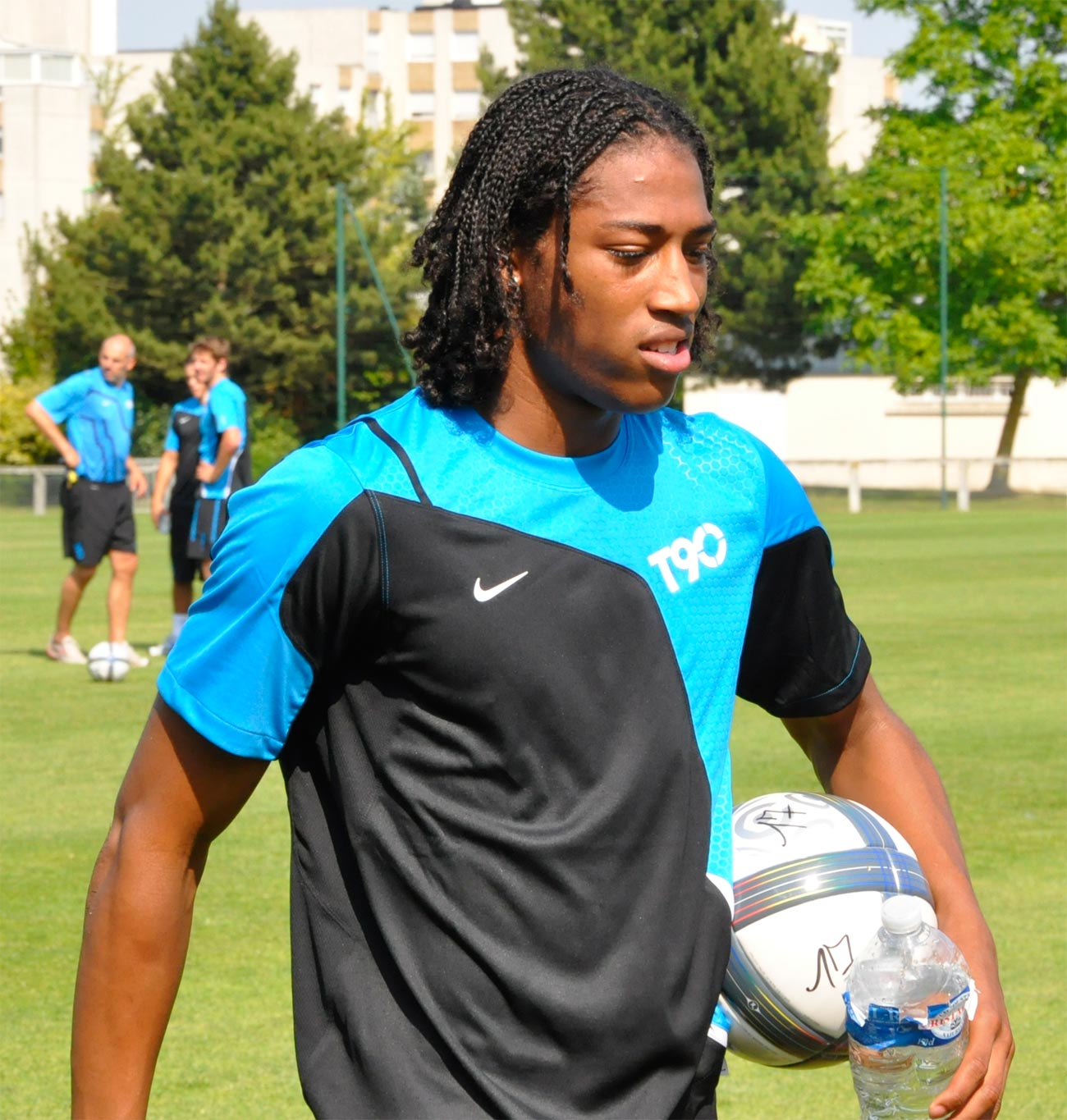
Rajiv van La Parra
geboren in 1991

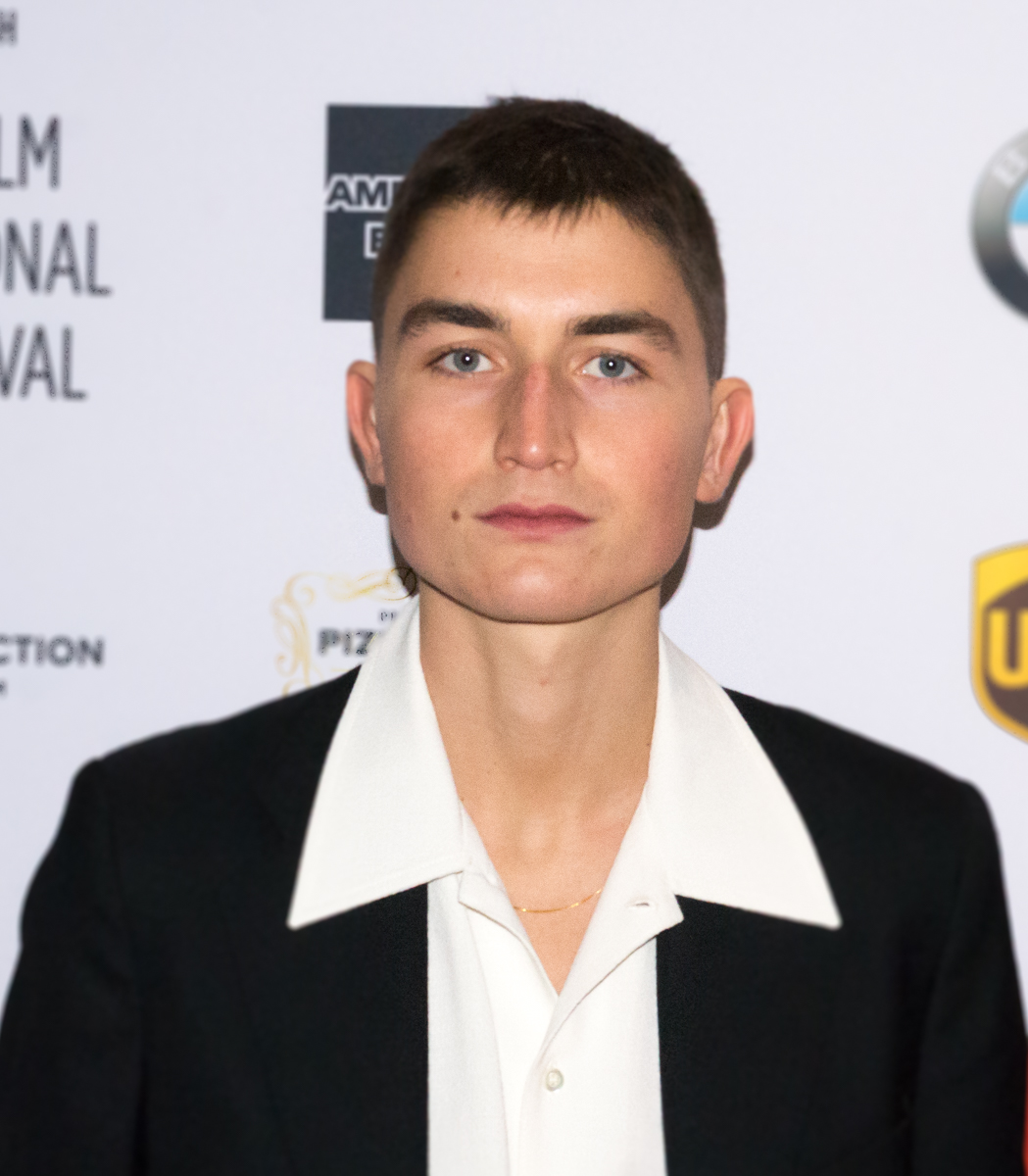
Gustav Lindh
geboren in 1995

- 1489 - Anton van Lotharingen, Duits hertog van Opper-Lotharingen (overleden 1544)
- 1694 - François Quesnay, Frans arts en econoom (overleden 1774)
- 1738 - George III, Brits koning van Groot-Brittannië en Ierland (overleden 1820)
- 1739 - Johann Beckmann, Duits filosoof, econoom en wetenschapshistoricus (overleden 1811)
- 1809 - Columbus Delano, Amerikaans politicus (overleden 1896)
- 1857 - Jan Frans Van Cuyck (ook: Willem Vrij), Belgisch schrijver en leraar (overleden 1952)
- 1862 - Camille Decoppet, Zwitsers politicus (overleden 1925)
- 1886 - Francisca Tirona-Benitez, Filipijns universiteitsbestuurder (overleden 1974)
- 1867 - Carl Gustaf Mannerheim, Fins chef-staf, regent en president (overleden 1951)
- 1877 - Heinrich Otto Wieland, Duits biochemicus, Nobelprijswinnaar (overleden 1927)
- 1881 - Natalja Gontsjarova, Russisch kunstschilder (overleden 1962)
- 1882 - John Bauer, Zweeds illustrator (overleden 1918)
- 1902 - Franz Firbas, Duits plantkundige (overleden 1964)
- 1902 - Charles Moureaux, Waals-Brussels politicus (overleden 1976)
- 1903 - Jevgeni Mravinski, Russisch dirigent (overleden 1988)
- 1907 - Rosalind Russell, Amerikaans actrice (overleden 1976)
- 1908 - Geli Raubal, nicht van Adolf Hitler (overleden 1931)
- 1909 - Dignate Robbertz, Nederlands schrijfster (overleden 1986)
- 1910 - Christopher Cockerell, Brits ingenieur en uitvinder (overleden 1999)
- 1910 - Sergio Pignedoli, Italiaans curiekardinaal (overleden 1980)
- 1911 - Hendrik Jan van der Molen, Nederlands hoofdcommissaris van Amsterdam (overleden 2005)
- 1915 - Modibo Keïta, Malinees politicus (overleden 1977)
- 1916 - Robert F. Furchgott, Amerikaans scheikundige en Nobelprijswinnaar (overleden 2009)
- 1917 - W.G. van de Hulst jr., Nederlands kunstschilder, beeldhouwer, kinderboekenschrijver en illustrator (overleden 2006)
- 1924 - Ettore Chimeri, Venezolaans autocoureur (overleden 1960)
- 1924 - Dennis Weaver, Amerikaans acteur (overleden 2006)
- 1926 - Meredith Belbin, Brits wetenschapper (overleden 2025)
- 1927 - André van den Heuvel, Nederlands acteur (overleden 2016)
- 1927 - Otto Roffel, Nederlands voetballer (overleden 2022)
- 1928 - Denise De Weerdt, Belgisch actrice (overleden 2020)
- 1928 - Dr. Ruth (Ruth Westheimer), Duits-Amerikaans sekstherapeute, schrijfster en televisiepresentatrice (overleden 2024)
- 1929 - Anne van der Meiden, Nederlands theoloog en communicatiewetenschapper (overleden 2021)
- 1929 - Karolos Papoulias, Grieks politicus; president 2005-2015 (overleden 2021)
- 1929 - Günter Strack, Duits acteur (overleden 1999)
- 1930 - Morgana King, Italiaans-Amerikaans actrice en zangeres (overleden 2018)
- 1930 - Augusto Vieira de Oliveira (Tite), Braziliaans voetballer (overleden 2004)
- 1932 - John Drew Barrymore, Amerikaans acteur (overleden 2004)
- 1933 - Godfried Danneels, Belgisch kardinaal, aartsbisschop en metropoliet (overleden 2019)
- 1934 - Vilhjálmur Einarsson, IJslands atleet (overleden 2019)
- 1936 - Bruce Dern, Amerikaans acteur
- 1937 - Freddy Fender, Amerikaans musicus (overleden 2006)
- 1937 - Mark Whitecage, Amerikaans jazzmusicus (overleden 2021)
- 1939 - Gerard Geurds, Nederlands voetbalscheidsrechter
- 1940 - Cliff Bennett, Engels zanger
- 1940 - John Massis, Belgisch krachtpatser en tandacrobaat (overleden 1988)
- 1940 - Klaus Urbanczyk, Oost-Duits voetballer en voetbalcoach
- 1941 - Winston Caldeira, Surinaams consultant en politicus
- 1942 - Jan Wienese, Nederlands roeier
- 1944 - Michelle Phillips, Amerikaans zangeres
- 1947 - Viktor Klima, Oostenrijks politicus
- 1947 - Hanspeter Latour, Zwitsers voetbaldoelman en voetbaltrainer
- 1948 - Jürgen Sparwasser, Duits voetballer
- 1949 - Maria Canins, Italiaans langlaufster en wielrenster
- 1949 - Frans Vera, Nederlands bioloog
- 1950 - Eddy Fortes, Kaapverdisch-Nederlands rapper
- 1951 - Bronisław Malinowski, Pools atleet (overleden 1981)
- 1953 - Dirk Bracke, Belgisch schrijver (overleden 2021)
- 1955 - Val McDermid, Schots (misdaad)schrijfster
- 1956 - Martin Adams, Engels darter
- 1956 - Michael Berg, Nederlands thrillerauteur
- 1956 - Reeves Gabrels, Amerikaans gitarist
- 1957 - Anita Andriesen, Nederlands politica (overleden 2008)
- 1957 - Peter Houtman, Nederlands voetballer en stadionspeaker
- 1957 - Felix Rottenberg, Nederlands politicus en programmamaker
- 1960 - Corinne Hofmann, Duits zakenvrouw en schrijfster
- 1961 - Maria Van Gestel, Belgisch atlete
- 1962 - Per Frimann, Deens voetballer
- 1962 - Zenon Jaskuła, Pools wielrenner
- 1964 - Desi Reijers, Nederlands zwemster
- 1966 - Cecilia Bartoli, Italiaans mezzo-sopraan
- 1966 - Fouad Sidali, Nederlands-Marokkaans politicus
- 1966 - Vladimir Vojevodski, Russisch wiskundige (overleden 2017)
- 1966 - Bald Wyntin, Belgisch componist, muziekpedagoog, organist en pianist
- 1967 - Tjerk Bogtstra, Nederlands tennisser en tenniscoach
- 1967 - Marie NDiaye, Senegalees-Frans schrijfster
- 1968 - Chris Van Tongelen, Belgisch (musical)acteur, producer, regisseur en zanger
- 1968 - Scott Wolf, Amerikaans acteur
- 1968 - Yoo Nam-kyu, Zuid-Koreaans tafeltennisser
- 1969 - Regi Blinker, Nederlands voetballer
- 1969 - Anne Jelagat Kibor, Keniaans atlete
- 1969 - Pascale Naessens, Belgisch omroepster en presentatrice
- 1970 - Richie Hawtin, Brits-Canadees techno-producent en dj
- 1970 - Brecht van Hulten, Nederlands televisiepresentatrice
- 1970 - Toru Kawashima, Japans voetballer (overleden 2024)
- 1970 - Thomas Osano, Keniaans atleet
- 1970 - Izabella Scorupco, Zweeds actrice en zangeres
- 1971 - Joseph Kabila, Congolees president
- 1971 - Rikard Norling, Zweeds voetballer en voetbalcoach
- 1971 - Noah Wyle, Amerikaans acteur
- 1971 - Ani Choying Drolma, Tibetaans muzikante en zangeres
- 1972 - Nikka Costa, Amerikaans zangeres
- 1972 - György Kolonics, Hongaars kanovaarder (overleden 2008)
- 1973 - Greg van Hest, Nederlands lange afstand-atleet
- 1974 - Janette Husárová, Slowaaks tennisster
- 1975 - Angelina Jolie, Amerikaans actrice en fotomodel
- 1975 - Ghislaine Plag, Nederlands radio- en tv-presentatrice
- 1976 - Vedran Bosnić, Bosnisch-Zweeds basketballer en basketbalcoach
- 1976 - Aleksej Navalny, Russisch oppositieleider, advocaat en anti-corruptie-activist (overleden 2024)
- 1976 - Nenad Zimonjić, Servisch tennisser
- 1977 - Quinten Hann, Australisch pool- en snookerspeler
- 1977 - Stefan Van Dender, Belgisch voetballer
- 1977 - Vicente de Lima, Braziliaans atleet
- 1977 - Ingrid Visser, Nederlands volleybalster (overleden 2013)
- 1977 - Steve Zampieri, Zwitsers wielrenner
- 1979 - Anthony Charteau, Frans wielrenner
- 1979 - Henri Sillanpää, Fins voetballer
- 1979 - Masataka Yanagida, Japans autocoureur
- 1980 - Thor Kristensen, Deens roeier
- 1980 - Pablo Nieto, Spaans motorcoureur
- 1981 - Johan Driessen, Nederlands politicus
- 1981 - Giourkas Seitaridis, Grieks voetballer
- 1982 - Tim Gilissen, Nederlands voetballer
- 1982 - Francis Kiprop, Keniaans atleet
- 1982 - Abel Kirui, Keniaans atleet
- 1983 - Emmanuel Eboué, Ivoriaans voetballer
- 1983 - Christian N'Dri Romaric, Ivoriaans voetballer
- 1983 - Olha Saladoecha, Oekraïens atlete
- 1984 - Rosario Luchetti, Argentijns hockeyster
- 1985 - Dominique Gisin, Zwitsers alpineskiester
- 1985 - Anna-Lena Grönefeld, Duits tennisster
- 1985 - Evan Lysacek, Amerikaans kunstrijder
- 1985 - Jevgeni Oestjoegov, Russisch biatleet
- 1985 - Lukas Podolski, Duits voetballer
- 1986 - Jarkko Hurme, Fins voetballer
- 1986 - Devon Petersen, Zuid-Afrikaans darter
- 1987 - Yu Hai, Chinees voetballer
- 1988 - Jesper Modin, Zweeds langlaufer
- 1988 - Lucas Pratto, Argentijns voetballer
- 1989 - Paweł Fajdek, Pools atleet
- 1991 - Rajiv van La Parra, Nederlands voetballer
- 1991 - Roy Meyer, Nederlands judoka
- 1991 - Ante Vukušić, Kroatisch voetballer
- 1992 - Damien Joly, Frans zwemmer
- 1992 - Dino Jelušić, Kroatisch zanger
- 1993 - Ella-June Henrard, Belgisch actrice
- 1994 - Anne Winters, Amerikaans actrice
- 1995 - Gustav Lindh, Zweeds acteur
- 1995 - Elise Meijerink, Nederlands voetbalster
- 1996 - Jordy Huysmans, Belgisch voetbaldoelman
- 1996 - Skip Marley, Jamaicaans zanger
- 1996 - Oliver McBurnie, Engels voetballer
- 1997 - Tesfaldet Tekie, Zweeds voetballer
- 1997 - Anne van de Wiel, Nederlands atlete
- 1998 - Viktor Gyökeres, Zweeds voetballer
- 1999 - Domen Prevc, Sloveens schansspringer
- 1999 - Sophie Román Haug, Noors voetbalster
- 1999 - Hannah Soar, Amerikaans freestyleskiester
- 2001 - Simon Dehairs, Belgisch wielrenner
- 2002 - Kaylen Frederick, Amerikaans autocoureur
- 2002 - Joséphine Pagnier, Frans schansspringster
- 2003 - Hálfdán Matthíasson  IJslands zanger
- 2004 - Janne Verbakel, Nederlands voetbalster
- 2021 - Lilibet Mountbatten-Windsor, dochter van Harry van Sussex en Meghan Markle

## Overleden

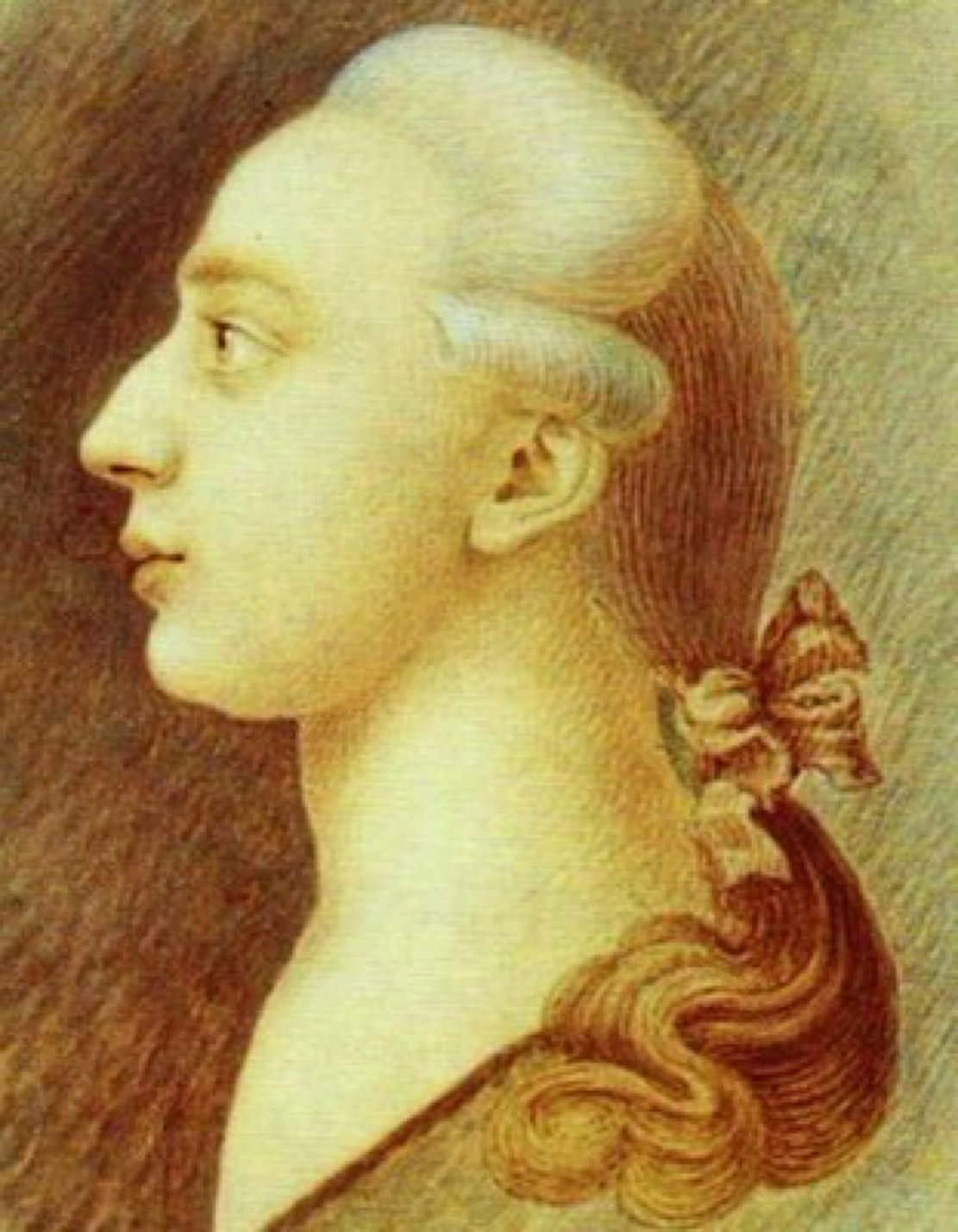
Giacomo Casanova
overleden in 1798

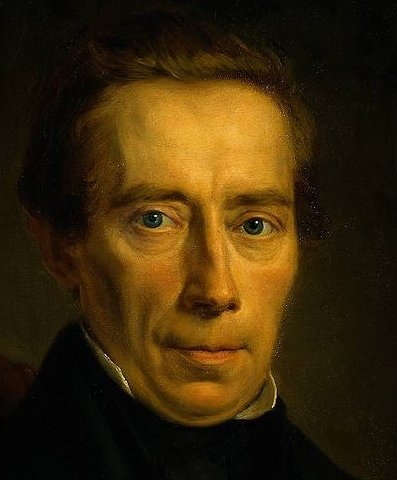
Johan Thorbecke
overleden in 1872

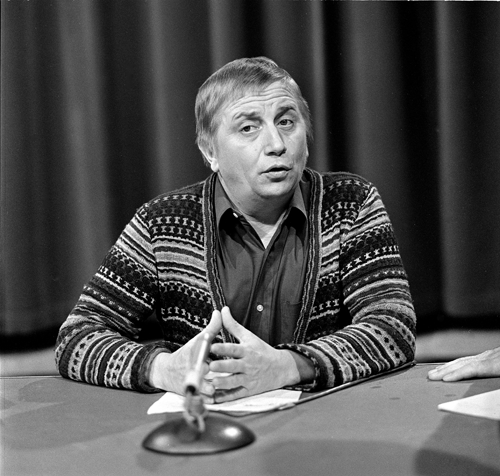
Leen Jongewaard
overleden in 1996

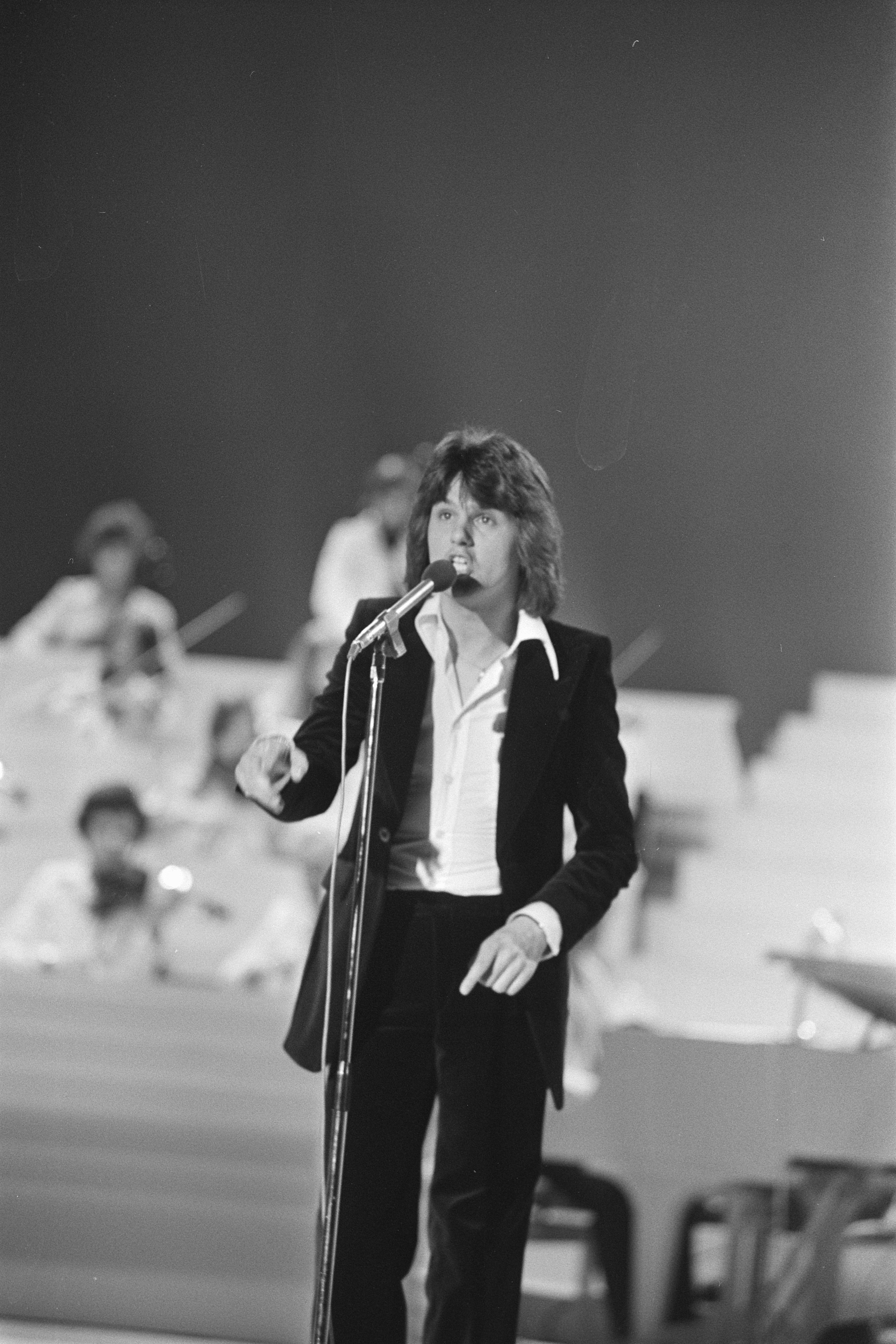
Albert West
overleden in 2015

- 1545 - Johan Lodewijk van Nassau-Saarbrücken (72), graaf van Saarbrücken en Saarwerden
- 1717 - Josef Leopold Václav Dukát (33), Tsjechisch componist
- 1798 - Giacomo Casanova (73), Venetiaans avonturier
- 1809 - Nicolai Abraham Abildgaard (65), Deens schilder en architect
- 1843 - Ippolito Rosellini (42), Italiaans egyptoloog
- 1850 - Maurits der Nederlanden (6), tweede zoon van koning Willem III
- 1872 - Johan Thorbecke (74), Nederlands politicus
- 1873 - Johan Arthur Kool (57), Nederlands militair en civiel ingenieur
- 1875 - Eduard Mörike (70), Duits dichter
- 1907 - Agathe Backer-Grøndahl (59), Noors componiste, muziekpedagoge en pianiste
- 1912 - Emil Stang (77), Noors politicus
- 1926 - Eugeen Van Oye (86), Belgisch dichter en schrijver
- 1941 - Wilhelm II van Duitsland (82), laatste Duitse keizer
- 1942 - Reinhard Heydrich (38), Duits nazi-leider
- 1950 - Kazys Grinius (83), president van Litouwen
- 1990 - Ted Easton (57), Nederlands jazzmuzikant
- 1991 - Adriaan Katte (90), Nederlands hockeyer
- 1994 - Toto Bissainthe (60), Haïtiaans actrice en zangeres
- 1996 - Leen Jongewaard (69), Nederlands acteur en zanger
- 1996 - Nel Roos-Lodder (82), Nederlands atlete
- 1997 - Ronnie Lane (51), Brits muzikant en songwriter
- 2000 - Paul Zoungrana (82), kardinaal-aartsbisschop van Ouagadougou (Burkina Faso)
- 2001 - Dipendra (29), koning van Nepal
- 2004 - Cotton Farmer (75), Amerikaans autocoureur
- 2006 - Jan Haanstra (69), Nederlands politicus en misdaadslachtoffer
- 2006 - Doug Serrurier (85), Zuid-Afrikaans autocoureur
- 2007 - Craig Thomas (74), Amerikaans landbouwkundige en politicus
- 2009 - Robert Colescott (83), Amerikaans kunstschilder
- 2009 - Luc De Hovre (83), Belgisch rooms-katholiek hulpbisschop
- 2009 - Trude Mally (81), Oostenrijks zangeres en jodelaarster
- 2010 - Jan Wauters (71), Belgisch sportverslaggever
- 2011 - Lawrence Eagleburger (80), Amerikaans politicus
- 2011 - Donald Hewlett (88), Engels acteur
- 2011 - Martin Rushent (63), Engels muziekproducent
- 2012 - Edoeard Chil (77), Russisch baritonzanger
- 2012 - Alexander Curly (65), Nederlands zanger
- 2012 - Rodolfo Quezada Toruño (80), Guatemalteeks aartsbisschop en kardinaal
- 2013 - Ben Tucker (82), Amerikaans jazzbassist
- 2014 - François Dufour (76), Belgisch politicus
- 2014 - Jos Ghysen (88), Belgisch presentator, schrijver en blogger
- 2014 - Otto Willem Arnold van Verschuer (86), Nederlands politicus, lid van de Raad van State, landeigenaar en kamerheer
- 2015 - Jørgen Ravn (75), Deens voetballer
- 2015 - Albert West (65), Nederlands zanger
- 2016 - Paul Van Grembergen (78), Belgisch politicus
- 2016 - Ruurd Reitsma (73), Nederlands generaal
- 2017 - Ben Hofs (70), Nederlands voetballer
- 2018 - Jos Dijkhuis (89), Nederlands psycholoog
- 2018 - Norman Edge (84), Amerikaans jazzmuzikant
- 2019 - Lennart Johansson (89), Zweeds voetballer en sportbestuurder
- 2019 - Barend Schuurman (81), Nederlands cantor en dirigent
- 2019 - Rinaldo Traini (88), Italiaans stripauteur en -promotor
- 2020 - Marcello Abbado (93), Italiaans componist, dirigent en pianist
- 2020 - Piet van der Kruk (78), Nederlands gewichtheffer en kogelstoter
- 2020 - Steve Priest (72), Brits rockzanger, muzikant
- 2021 - Loris Dominissini (59), Italiaans voetballer en voetbaltrainer
- 2021 - Remco Ekkers (79), Nederlands dichter, essayist en prozaïst
- 2021 - Richard R. Ernst (87), Zwitsers chemicus en Nobelprijswinnaar
- 2021 - Vadim Kapranov (81), Russisch basketbalspeler
- 2021 - Friederike Mayröcker (96), Oostenrijks dichteres
- 2021 - Clarence Williams III (81), Amerikaans acteur
- 2022 - Klaus Horstmann-Czech (79), Duits beeldhouwer
- 2022 - Goran Sankovič (42), Sloveens voetballer
- 2022 - Alec John Such (70), Amerikaans bassist
- 2023 - George Winston (73), Amerikaans pianist
- 2024 - Parnelli Jones (90), Amerikaans autocoureur en teameigenaar
- 2024 - Matilda Koen-Sarano (84), Israëlisch schrijfster
- 2024 - Ria Lubbers (83), Nederlands premiersvrouw (Ruud Lubbers)
- 2024 - Jan Reehorst (101), Nederlands burgemeester
- 2025 - Marc Garneau (76), Canadees politicus en ruimtevaarder
- 2025 - Niède Guidon (92), Braziliaans archeologe

## Viering/herdenking
- Tonga: Onafhankelijkheid (1970)

Onafhankelijkheid Tonga

- Internationale dag van onschuldige kinderen als slachtoffer van agressie
- Sinds 2004 is 4 juni in Nederland de Nationale Opa- en Omadag.

- Rooms-katholieke kalender:
  - Heilige Franciscus Caracciolo († 1608)
  - Heilige Quirinus (van Siscia) († c. 308)
  - Heilige Filippus Smaldone († 1923)
  - Heilige Petrock (van Cornwall) († 6e eeuw)
  - Heilige Optatus (van Milevis) († 4e eeuw)
  - Zalige Margaretha van Hertoginnendal († 1277)
  - Zalige Antoni Zawistowski († 1942)

## Weerextremen

### Nederland
| | Officiële records | Officiële records | Officiële records |      | Landelijke records | Landelijke records | Landelijke records |
| Gebeurtenis | Jaar              | Extreem           | Locatie           | Jaar | Extreem            | Locatie            |                    |
| --- | ----------------- | ----------------- | ----------------- | ---- | ------------------ | ------------------ | ------------------ |
| Laagste etmaalgemiddelde temperatuur (°C) | 1991              | 8,0               | De Bilt           |      | 1991               | 7,0                | Herwijnen, Hupsel  |
| Hoogste etmaalgemiddelde temperatuur (°C) | 1985              | 21,8              | De Bilt           |      | 2011               | 24,1               | Arcen              |
| Laagste minimumtemperatuur (°C) | 1914, 1916        | 2,0               | De Bilt           |      | 1962               | 0,1                | Twenthe            |
| Hoogste minimumtemperatuur (°C) | 1979              | 17,0              | De Bilt           |      | 1982               | 18,0               | Vlissingen         |
| Laagste maximumtemperatuur (°C) | 1989              | 11,3              | De Bilt           |      | 1989 2012          | 9,6                | Deelen Volkel      |
| Hoogste maximumtemperatuur (°C) | 1985              | 29,5              | De Bilt           |      | 1982               | 31,8               | Eelde              |
| Hoogste uurgemiddelde windsnelheid (m/s) | 1955              | 13,4              | De Bilt           |      | 2019               | 19,0               | Huibertgat         |
| Hoogste windstoot (m/s) | 1955              | 21,6              | De Bilt           |      | 2019               | 35,0               | Huibertgat         |
| Langste zonneschijnduur (uur) | 2010, 2023        | 15,2              | De Bilt           |      | 2010               | 15,5               | Hoorn Terschelling |
| Langste neerslagduur (uur) | 1994              | 19,3              | De Bilt           |      | 1994               | 20,3               | Hoogeveen          |
| Hoogste etmaalsom van de neerslag (mm) | 1994              | 24,7              | De Bilt           |      | 1994               | 38,8               | Soesterberg        |
| Laagste etmaalgemiddelde relatieve vochtigheid (%) | 1933              | 48                | De Bilt           |      | 1939               | 38                 | Maastricht         |
| Laagste uurwaarde luchtdruk op zeeniveau (hPa) | 2020              | 996,9             | De Bilt           |      | 2020               | 994,8              | Eelde              |
| Hoogste uurwaarde luchtdruk op zeeniveau (hPa) | 1962              | 1034,2            | De Bilt           |      | 1962               | 1035,2             | De Kooy            |
| Officiële records worden altijd gemeten op het KNMI-weerstation in De Bilt. Landelijke records kunnen worden gemeten op elk officieel KNMI-weerstation in Nederland. |                   |                   |                   |      |                    |                    |                    |

Uitzonderlijke gebeurtenissen
- 1908 - Officieel hoogste maximumtemperatuur in °C van het jaar gemeten in De Bilt: 28,7
- 1933 - Eerste officiële zomerse dag van het jaar (maximumtemperatuur ≥ 25 °C in De Bilt)
- 1941 - Eerste officiële zomerse dag van het jaar (maximumtemperatuur ≥ 25 °C in De Bilt)
- 1942 - Eerste officiële zomerse dag van het jaar (maximumtemperatuur ≥ 25 °C in De Bilt)
- 1994 - Officieel maandrecord langste neerslagduur in uren van juni gemeten in De Bilt: 19,3

### België
Dagrecords
- 1871 - Laagste etmaalgemiddelde temperatuur 8,1 °C
- 1947 - Hoogste etmaalgemiddelde temperatuur 24,3 °C
- 1916 - Laagste minimumtemperatuur 3,6 °C
- 1985 - Hoogste maximumtemperatuur 29,8 °C
- 1995 - Hoogste etmaalsom van de neerslag 24,3 mm

Uitzonderlijke gebeurtenissen
- 1971 - Neerslaghoeveelheden tot 71 mm in Geraardsbergen.
- 1979 - 107 mm neerslag op één dag in Cerfontaine, tussen Samber en Maas.
- 1991 - In Mont-Rigi (Weismes) wordt neerslag van regen en sneeuw waargenomen.
- 2002 - Een onweerszone met een tornado veroorzaakt schade in Herseaux (Moeskroen). In Aat ontstaat een laag hagel van 15 cm en in andere gebieden is er wateroverlast.

<< · 1 · 2 · 3 · 4 · 5 · 6 · 7 · 8 · 9 · 10 · 11 · 12 · 13 · 14 · 15 · 16 · 17 · 18 · 19 · 20 · 21 · 22 · 23 · 24 · 25 · 26 · 27 · 28 · 29 · 30 · >>